# Brahma (hønserace)
Brahma er en tung hønserace, der stammer fra Brahmaputra i Indien, den er fremavlet ved brug af Kochin og Malayer. 
Når det er sagt, skal det dog påpeges, at nogle hævder, at racen stammer fra flodområdet Brahmaputra i Indien, mens andre mener, at racen stammer fra Kina. Det er dog sikkert, at racen blev udstillet for første gang i USA i midten af 1800-tallet. Den blev populær pga. godt kød, men også for æggene. Da racen vokser for langsomt til, at det økonomisk kan betale sig, er den derfor ikke nogen speciel kødrace i dag. Den er dog stadig populær pga. sin skønhed og sit herlige væsen. Hønen er rugevillig, men pga. hendes størrelse, hænder det, at æggene knuser under hende. Brahma er en meget stor race, og nogle haner kan blive 75 cm høje. Det er et mægtigt syn, når en brahmaflok går frit omkring. Hanens gal har en dybere klang, som er en fordel, hvis man har naboer. Brahma er rolig og social. Den er elskværdig, men kan virke lidt langsom. De er behagelige og bliver sjældent aggressive. Dværgvarianten stammer fra England og Tyskland. Æggene er gulbrune til lysebrune og vejer 55 gram (35 gram for dværg). Hønen vejer 3,5-5 kg og hanen vejer 5 kg. For dværgenes vedkommende vejer hanen 1 kg og hønen vejer 900 gram.

## Farvevariationer
Racen findes i et væld af farvevariationer:
- Hvid
- Sort
- Hvid/sort columbia
- Hvid/blå Columbia
- Gul/sort columbia
- Gul/blå columbia
- Blå
- Sort/guld båndet
- Blå/guld båndet
- Sort/sølv båndet
- Birkefarvet
- Gråstribet